# ユーグ・ド・フランス
ユーグ・ド・フランス（Hugues de France, 1007年 - 1025年9月17日）は、フランス王ロベール2世と3番目の王妃コンスタンス・ダルルの長男でアンリ1世の兄。ユーグ・マニュス（Hugues Magnus）あるいはユーグ・ル・グラン（Hugues le Grand）と呼ばれ、いずれも「大ユーグ」を意味する。ユーグ2世と呼ばれることもある。
カペー朝初期のならいで、次期国王としての地位を確立するため、父ロベール2世の在位中の1017年に共同統治王として戴冠されたが、父に先立って早世した。代わって弟アンリが共同王となり、父王の死後に単独のフランス王となった。